# Тукунука (кратер)
Тукунука — великий метеоритний кратер (астроблема), розташований у південно-західній частині Квінсленду, Австралія. Він розташований глибоко під землею в мезозойських осадових породах басейну Ероманга і його не видно на поверхні.
Кратер виявлено за допомогою сейсмічних даних, зібраних під час розвідки нафти, а перше повідомлення про це опубліковано 1989 року, з доказом імпактного походження, що виходила з відкриття ударного кварцу в керні. Оцінки діаметра кратера дають діапазон від 55 км до 66 км. Зіткнення відбулося під час осадження крейдової формації, вік якої, за різними оцінками, перебуває між 123–133 мільйонами років або 115–112 млн років. Тукунука пов'язаний із декількома невеликими нафтовими родовищами.
Сейсмічні дані показують аналогічну сусідню структуру того ж віку, яку називають Тейланділлі (англ. Talundilly). Хоча цілком імовірно, що Тукунука і Тейланділлі є парними кратерами, однак доведення, що останній теж має імпактне походження, неможливе без буріння.